# نورآتا
نورآته یا نورعطا {{ازبکی|Nurota) یک شهر در ازبکستان است که در ولایت نوایی واقع شده‌است. نورآته ۳۰٬۹۴۱ نفر جمعیت دارد و ۴۹۰ متر بالاتر از سطح دریا واقع شده‌است. بیشتر باشندگان این شهر تاجیک‌ها هستند اما اقلیتی از ازبک‌ها هم در این شهر زندگی می‌کنند. این شهر توسط باشندگان تاجیک‌اش «نورعطا» گفته می‌شود و در ازبکی به این شهر «نورآته» می‌گویند.